# Endococcus perminutus
Endococcus perminutus är en lavart som beskrevs av Nyl. ex Vain. 1878. Endococcus perminutus ingår i släktet Endococcus, klassen Dothideomycetes, divisionen sporsäcksvampar och riket svampar.   Inga underarter finns listade i Catalogue of Life.